# 830 (numero)
Ottocentotrenta (830) è il numero naturale dopo l'829 e prima dell'831.

## Proprietà matematiche
- È un numero pari.
- È un numero composto, con 8 divisori: 1, 2, 5, 10, 83, 166, 415, 830. Poiché la somma dei suoi divisori (escluso il numero stesso) è 682 < 830, è un numero difettivo.
- È un numero sfenico.
- È un numero congruente.
- È un numero intero privo di quadrati.
- È un numero nontotiente (per cui la equazione φ(x) = n non ha soluzione).
- È un numero palindromo e un numero ondulante nel sistema di numerazione posizionale a base 14 (434)) e in quello a base 18 (2A2).
- È parte delle terne pitagoriche (498, 664, 830), (830, 1992, 2158), (830, 6864, 6914), (830, 34440, 34450), (830, 172224, 172226).

## Astronomia
- 830 Petropolitana è un asteroide della fascia principale del sistema solare.
- NGC 830 è una galassia lenticolare  della costellazione della Balena.

## Astronautica
- Cosmos 830 (vettore Strela-1M) è un satellite artificiale russo.

## Altri ambiti
- La Route nationale 830 è una strada statale della Francia.
- Nokia Lumia 830 è uno smartphone.
- La Horch 830 era un'autovettura di fascia alta prodotta dal 1933 al 1940 dalla Casa automobilistica tedesca Horch.
- Le locomotive FS 830 sono state un gruppo di locomotive-tender da manovra delle Ferrovie dello Stato.
- Il Jacobs R-830,  era un motore aeronautico radiale 7 cilindri raffreddato ad aria prodotto negli anni trenta.